# 9832 Xiaobinwang
9832 Xiaobinwang eller 1981 EH3 är en asteroid i huvudbältet som upptäcktes den 2 mars 1981 av den amerikanska astronomen Schelte J. Bus vid Siding Spring-observatoriet. Den är uppkallad efter astronomen Xiao-bin Wang.
Asteroiden har en diameter på ungefär 2 kilometer.